# Zerwać okowy iluzji
Zerwać okowy iluzji. Moje spotkanie z myślą Marksa i Freuda (ang. Beyond the Chains of Illusion: My Encounter with Marx and Freud) − dzieło filozoficzne autorstwa Ericha Fromma, napisane w 1962 roku (w Polsce wydane w roku 2000), przedstawiające rozważania o podobieństwach i różnicach między myślą Karola Marksa i myślą Zygmunta Freuda, jak również stosunek autora do tych idei oraz do nurtów myślowych i społecznych, jakimi one zaowocowały. Wyjątkowo wśród twórczości tego autora, książka zawiera odniesienia do jego własnej biografii oraz do własnego rozwoju intelektualnego. 
W swym dziele wskazuje i opisuje Fromm trzy najważniejsze wspólne cechy teorii Marksa i Freuda: „usposobienie krytyczne”, humanizm oraz wiarę w uwalniającą moc prawdy. „Myślicieli tych według Fromma łączyło bardzo wiele (…) byli kontynuatorami najlepszych tradycji europejskiego sceptycyzmu (…), konstytutywną cechą ich myślenia była wiara w wyzwolicielską moc poznania i jego efektów, które pozwalają zerwać «okowy iluzji» tzn. fałszywych i szkodliwych przekonań, które człowiek żywi na swój temat”.
Kwestię różnic pomiędzy ich ideami obrazuje w zarysie cytat: „Pogląd Freuda ogranicza jego mechanistyczna, materialistyczna filozofia (…). Wizja Marksa ma zdecydowanie szerszy zasięg (…) gdyż dysponował on obrazem człowieka niewypaczonego oraz pełni możliwości jego rozwoju (...)”.
W swej interpretacji i dalszych rozważaniach traktuje jednak Fromm myśl Freuda jako swoiste uzupełnienie społecznej myśli Marksa na poziomie jednostki, jej dynamiki wewnętrznej i relacji z otoczeniem. 

## Rozdziały
Dzieło Zerwać okowy iluzji składa się z następujących rozdziałów:
1. Trochę osobistych wspomnień
2. Wspólny grunt
3. Koncepcja człowieka i jego natury
4. Rozwój człowieka
5. Motywacje ludzkie
6. Chora jednostka i chore społeczeństwo
7. Koncepcja zdrowia psychicznego
8. Charakter jednostkowy i społeczny
9. Nieświadomość społeczna
10. Losy obu teorii
11. Pokrewne idee
12. Credo